# Qualificazioni alla World League di pallavolo 2012
Le qualificazioni per la World League di pallavolo 2012, si svolsero dal 29 luglio al 20 agosto 2011. Vi parteciparono 6 squadre nazionali. Le due squadre vincenti della prima fase giocarono nella seconda fase contro le ultime classificate della World League 2011- Le due squadre uscenti vincitori da questi spareggi conquistarono i due posti disponibili per la World League 2012.

## Squadre partecipanti
- Ammesse alla prima fase
  -  Canada (sfidante americana)
  -  Slovacchia (sfidante europea)
  -  Cina (sfidante asiatica)
  -  Egitto (sfidante africana)

- Ammesse direttamente alla seconda fase
  -  Portogallo (14º posto nella World League 2011)
  -  Porto Rico (16º posto nella World League 2011)

## Prima fase

### Squadre partecipanti
- Canada
- Cina
- Egitto
- Slovacchia

## Seconda fase

### Squadre partecipanti
- Canada
- Cina
- Portogallo
- Porto Rico

### Qualificate alla World League
- Portogallo
- Canada